# Wales
Wales (walisisk: Cymru) er et af de fire konstituerende lande i Storbritannien. Det grænser op til England mod øst, det Irske Hav mod nord og vest, og Bristolkanalen mod syd. I 2021 havde Wales et indbyggertal på 3.107.500 og et samlet areal på 20.779 km2. Wales har over 2700 km kystlinje og er meget bjergrigt med de højest tinder mod nord og i de centrale områder, inklusive Snowdon (Yr Wyddfa), der er landets højeste bjerg. Wales ligger i den tempererede klimazone og har skiftende kystklima.
Den walisiske nationalidentitet opstod blandt britere efter enden på romersk herredømme i Storbritannien i 400-tallet, og Wales bliver betragtet som en af de moderne keltiske nationer. Llywelyn ap Gruffudds død i 1282 markerede enden på Edward 1. af Englands erobring af Wales, selvom Owain Glyndŵr kortvarigt genetablerede Wales' uafhængighed i begyndelsen af 1400-tallet. Hele Wales blev annekteret af England og blev inkorporeret i det engelske lovsystem under Laws in Wales Acts 1535 og 1542. Særlig walisisk politik blev udviklet i 1800-tallet. Walisisk liberalisme, der blev eksemplificeret i begyndelsen af 1900-tallet af David Lloyd George, blev erstattet af en stigende socialisme og Labour Party. Den walisiske nationalfølelse voksede i løbet af århundredet; et nationalistisk parti, Plaid Cymru blev dannet i 1925 og Welsh Language Society i 1962. Senedd (eller Parlamentet, tidligere kendt som National Assembly for Wales) blev etableret ved Government of Wales Act 1998, og den er ansvarlig for en lang række politiske emner.
Ved begyndelsen af den industrielle revolution ændrede udviklingen minedrift og metallurgi-industri landet fra at være et landbrugssamfund til et industrisamfund; udvindingen af kul i South Wales Coalfields skabte en stor ekspansion i Wales' befolkningstal. To-tredjedele af befolkningen bor i South Wales, inklusive Cardiff, Swansea, Newport og de omkringliggende dale. Nu, hvor landets traditionelle tunge industri er enten afviklet eller er stærkt begrænset, er økonomien baseret på den offentlige sektor, serviceindustrier og turisme. Inden for husdyrhold, inklusive mejerilandbrug, er Wales en stor eksportør og bidrager til at landet kan være selvforsynet inden for landbrug.
Wales dele en stor del af sin politiske og sociale historie med resten af Storbritannien, og størstedelen af befolkningen i de fleste områder taler engelsk som modersmål, men landet har bibeholdt sin særligt kulturelle identitet. Både walisisk og engelsk er officielle sprog; over 560.000 walisisk talende-personer bor i Wales, og sproget bliver talt af størstedelen af befolkningen i dele af North Wales og West Wales. Fra 1800-tallet og frem fik Wales et ry for at været "land of song", delvist på grund af landets tradition kaldet eisteddfod. Ved mange sportsbegivenheder som VM i fodbold, VM i rugby og Commonwealth Games har Wales sit eget landshold. Ved de olympiske lege har walisiske atleter deltaget for Storbritannien som en del af Storbritanniens nationalhold. Rugby union bliver set som et symbol for walisisk identitet og et udtryk for national bevidsthed.

## Sprog
Walisisk er et gammelt keltisk sprog, der er nært beslægtet med kornisk (Cornwall) og bretonsk (Bretagne).
Nu taler man næsten kun walisisk oppe i bjergene. Sproget tales af omkring 840.000 mennesker, svarende til cirka 28 % af befolkningen.
Llanfairpwllgwyngyllgogerychwyrndrobwllllantysiliogogogoch er navnet på en landsby.

## Historie
Wales' tidlige historie er lang og til tider blodig, da waliserne ofte har måtte kæmpe mod deres naboer for at bevare deres selvstændighed eller bare deres kulturelle arv.

### Forhistorie
De tidligste spor af bosættelser er cirka 30.000 år gamle, men først efter den sidste istid blev der tale om permanente bosættelser i hele området. Jægere og samlere indvandrede i stenalderen til England og Wales. Mens store mængder vand stadig var bundet i den nordligere liggende del af iskappen, var England landfast med kontinentet og Irland. I løbet af bronzealderen og jernalderen blev den keltiske kultur dominerende, og Wales var delt mellem flere stammer, bl.a. ordovicerne og silurerne. Efter disse to stammer er de geologiske perioder Ordovicium og Silur opkaldt. Disse perioder ligger dog millioner år, før der boede keltiske stammer i Wales og er kun navngivet efter stammerne, fordi fund relateret til perioderne først blev fundet i områder, der var domineret af disse stammer.

### Romertiden
Den første skrevne beretning om Wales er fra år 48 e.Kr.. Den romerske historiker Tacitus beskrev, hvordan mindre stammer havde været under angreb fra silurerne og derfor ønskede fred og samarbejde med romerne. Romerne anlagde en række forter i det sydlige Wales og begyndte bl.a. at udvinde guld. Senere blev der anlagt forter længere nordpå.
Efter romerne trak sig tilbage, indvandrede saksiske og andre germanske stammer i lavlandet, mens de mindre tilgængelig områder forblev keltiske.

### Middelalder
Efterhånden opstod en kulturgrænse mellem de saksiske og keltiske kulturer, og en jordvold blev bygget mellem England og Wales – den såkaldte Offa's Dyke efter kong Offa af Mercia.
I en periode var kelterne i Wales allieret med vikingerne i kampen mod angelsakserne i England, og i år 878 blev en angelsaksisk engelsk hær nedkæmpet af forenede walisere og vikinger. Det gav fred med de engelske naboer i mere end 100 år.
Omkring år 1100 var freden forbi, og efter mere end 100 års spredte grænsestridigheder og egentlige kampe var hele Wales i 1282 i praksis lagt under den engelske krone under Edward 1. Herefter fulgte en periode med revolter, mens englænderne byggede en række borge for at befæste deres position. Wales blev styret efter walisisk lov, indtil området i 1536 blev formelt sluttet sammen med England, og engelsk lov blev indført. Englænderne forsøgte også at undertrykke walisisk sprog og kultur, og det lykkedes næsten.

### Nutiden
I starten af 1900-tallet var walisisk næsten uddødt, men efterhånden øgedes interessen for at bevare og genopbygge walisisk sprog og kultur. Partiet Plaid Cymru blev grundlagt i 1925 bl.a. med det formål at søge større uafhængighed fra Storbritannien. I 1955 blev det officiel praksis at bruge betegnelsen "England og Wales" i stedet for bare England om den del af Storbritannien, som ikke var Skotland eller Nordirland. Cardiff blev udråbt til hovedstad i Wales.
I 1962 grundlagdes det Walisiske sprogselskab (engelsk: The Welsh Language Society, walisisk: Cymdeithas yr Iaith Gymraeg) for at forhindre det walisiske sprog i at uddø.
I 1965 anlagdes en dæmning for at skabe en drikkevandsreservoir for Liverpool, og en hel landsby blev flyttet i denne forbindelse. Det gav anledning til voldsom utilfredshed med det engelske styre, og walisisk nationalisme voksede. To militante grupper (Free Wales Army og Welsh Defence Movement) gennemførte bombeangreb mod infrastruktur og offentlige bygninger. Det fortsatte til efter indsættelsen af Prins Charles som Prins af Wales i 1969.
I 1979 var der folkeafstemning om dannelse af et walisisk parlament, men der var et stort flertal imod. Afstemningen blev gentaget i 1997, hvor parlamentets oprettelse blev vedtaget med et lille ja. Wales' nationalforsamling (engelsk: The National Assembly for Wales, walisisk: Cynulliad Cenedlaethol Cymru) blev oprettet i 1999 og fik ret til at administrere statsbudgettet i Wales.
I 2006 gennemførtes loven Government of Wales Act, som øgede nationalforsamlingens magt, så den nu svarer til det Skotske Parlament og Nordirlands Nationalforsamling. Efter valget til nationalforsamlingen i 2007 dannedes en koalitionsregering med Plaid Cymru som den ene part.
- Stensætning på Anglesey.
- Segontium romersk fort.
- Caernarfon Castle.
- Ffestrail railway.

## Geografi
Wales er kendt for sin smukke og til tider vilde natur. Det 1.085 meter høje Snowdon er det højeste bjerg i England og Wales. Brecon Beacons er et kendt og populært feriemål for briterne og berygtet for at danne scenen for det barske optagelsesforløb til landets specialstyrker (Special Air Service, SAS).
- Mount Snowdon
- Isle of Anglesey
- Brecon Beacons

### Byer
Ifølge folketællingen fra 2011 var Wales' 20 største byer som følger:
| By             | Indbyggertal |
| -------------- | ------------ |
| Cardiff        | 335.145      |
| Swansea        | 239.000      |
| Newport        | 128.060      |
| Wrexham        | 61.603       |
| Barry          | 54.673       |
| Neath          | 50.658       |
| Cwmbran        | 46.915       |
| Bridgend       | 46.757       |
| Llanelli       | 43.878       |
| Merthyr Tydfil | 43.820       |
| Caerphilly     | 41.402       |
| Port Talbot    | 37.276       |
| Pontypridd     | 30.457       |
| Aberdare       | 29.748       |
| Colwyn Bay     | 29.405       |
| Pontypool      | 28.334       |
| Penarth        | 27.226       |
| Rhyl           | 25.149       |
| Blackwood      | 24.042       |
| Maesteg        | 18.888       |

## Walisiske nationalsymboler
- Wales' flag, "The Red Dragon" eller "Y Ddraig Goch" (Den røde drage), fik officiel status i 1959. Dragen var symbol for Cadwallader, kong af Gwynedd i 632, og er et af de ældste symboler i verden.
- Wales' to nationalplanter er påskeliljen (narcis) og porre.
- Hen Wlad Fy Nhadau er den sang, som synges som nationalsang for Wales og spilles ved internationale begivenheder som fodbold eller rugby, når det nationale hold er involveret.
- St David’s Day, den 1. marts, er nationaldagen.

## Kendte walisere
- Bryn Terfel, baryton (1965-)
- Christian Bale, skuespiller (1974-)
- Gareth Bale, fodboldspiller (1989-)
- Shirley Bassey, sangerinde (1937-)
- James Dean Bradfield, musiker (1968-)
- Joe Calzaghe, tidligere bokser(1972-)
- Duffy sanger (1984-)
- Dave Edmunds, musiker (1944-)
- Richey James Edwards , musiker (1967-2008)
- Tom Ellis, skuespiller (1978-)
- Luke Evans, skuespiller (1979-)
- Dan Ferrari-Lane, sanger (1993-)
- Dawn French, komiker, skuespiller (1957-)
- Ryan Giggs, fodboldspiller (1973-)
- Roger Glover, bassist, komponist, producer (1945-)
- Anthony Hopkins, skuespiller (1937-)
- Katherine Jenkins, mezzo-soprano (1980-)
- Tom Jones, sanger (1940-)
- Sean Moore, musiker (1968-)
- Aaron Ramsey, fodboldspiller (1990-)
- John Rhys-Davies, skuespiller (1944-)
- Shakin' Stevens, sanger (1948-)
- Dylan Thomas, digter (1914-1953)
- Bonnie Tyler, sanger (1951-)
- Alexander Vlahos, skuespiller (1988-)
- Rowan Williams, ærkebiskop (1950-)
- Nicky Wire, musiker (1968-)
- Catherine Zeta-Jones, skuespiller (1969-)
- Rob Brydon, skuespiller, komiker (1965-)
- Rhod Gilbert, komiker (1968-)

## Ekstern henvisning
- Wikimedia Commons har flere filer relateret til Wales
- Europæiske Union, Europa-Kommissionen: Publikationskontoret – Vejledning i Udformning af EU-publikationer – 7.1.1. Betegnelse og forkortelser Arkiveret 8. december 2003 hos  Wayback Machine

52°21′N 3°38′V / 52.35°N 3.63°V